# IQue Player
Der iQue Player, auch Shén Yóu Ji (chinesisch 神游机), ist eine im Jahr 2003 erschienene stationäre Spielkonsole des Herstellers iQue für den chinesischen Markt. Die Firma iQue ist ein Joint-Venture-Unternehmen des japanischen Herstellers Nintendo.
Sie besteht lediglich aus einem Controller, der an den Fernseher angeschlossen wird. Die Spielemodule werden in den Controller gesteckt. Durch die preiswerte Technik konnte iQue den Verkaufspreis auf ein Minimum senken und sich somit optimal an den chinesischen Markt anpassen.
Die Spiele für den iQue Player werden außer über Module auch mittels Download-Terminals in Spielwarenläden vertrieben.

## Technische Daten
Der iQue Player basiert auf dem Nintendo 64, betreibt jedoch ein Einchipsystem, um die Größe zu reduzieren. Gespielt werden können N64-Spiele, welche eigens an das System angepasst wurden.
- Prozessor: 64-Bit R-4300 (93,75 MHz)
- Speicher: 4 MB Rambus
- Grafik: 100.000 Polygone/Sekunde, 2,09 Millionen Farben
- Klang: ADPCM 64

## Spiele
Insgesamt 14 Spiele erschienen von 2003 bis 2006.
| Spieletitel                                              | Erscheinungsdatum  | Ursprünglicher Titel auf dem N64                                                |
| -------------------------------------------------------- | ------------------ | ------------------------------------------------------------------------------- |
| Dòngwù Sēnlín (动物森林)                                 | 1. Juni 2006       | Animal CrossingEU/US; Doubutsu no MoriJP                                        |
| F-Zero X Wèilái Sàichē (F-Zero X 未来赛车)               | 25. Februar 2004   | F-Zero XEU/JP/US                                                                |
| Mǎlìōu Kǎdīngchē (马力欧卡丁车)                          | 25. Dezember 2003  | Mario Kart 64EU/JP/US                                                           |
| Mǎlìōu Yīshēng (马力欧医生)                              | 17. November 2003  | Dr. Mario 64US                                                                  |
| Rèntiāntáng Míngxīng Dà Luàn Dǒu (任天堂明星大乱斗)      | 15. November 2005  | Super Smash Bros.EU/US; Nintendo All-Star! Dairantou Smash BrothersJP           |
| Sàiěrdá Chuánshuō: Shíguāng zhī Dí (塞尔达传说 时光之笛) | 17. November 2003  | The Legend of Zelda: Ocarina of TimeEU/US; Zelda no Densetsu: Toki no OcarinaJP |
| Shén Yóu Mǎlìōu (神游马力欧)                             | 17. November 2003  | Super Mario 64EU/JP/US                                                          |
| Shuǐ Shàng Mótuō (水上摩托)                              | 17. November 2003  | Wave Race 64: Kawasaki Jet SkiEU/JP/US                                          |
| Xīngjì Huǒhú (星际火狐)                                  | 17. November 2003  | LylatwarsEU; Star Fox 64JP/US                                                   |
| Yàoxī Gùshì (耀西故事)                                   | 25. März 2004      | Yoshi’s StoryEU/US; Yoshi StoryJP                                               |
| Yuèyě Mótuō (越野摩托)                                   | 15. Juni 2005      | Excitebike 64EU/JP/US                                                           |
| Zhǐpiàn Mǎlìōu (纸片马力欧)                              | 8. Juni 2004       | Paper MarioEU/US; Mario StoryJP                                                 |
| Zǔhé Jīqìrén (组合机器人)                                | 1. Mai 2006        | Custom RoboJP                                                                   |
| Zuì yǔ Fá: Dìqiú de Jìchéng Zhě (罪与罚-地球的继承者-)   | 25. September 2004 | Tsumi to Batsu: Hoshi no KeishoushaJP                                           |